# Westland Scout
Die Westland-Scout/Wasp-Familie war eine Serie britischer militärischer leichter Hubschrauber. Die Scout-Version wurde für den SAR-Dienst und zur Beobachtung verwendet, während die Wasp-Version als leichter Bordhubschrauber der Marine zur U-Boot-Jagd konzipiert war.

## Geschichte
Die Scout/Wasp-Serie ist eine Weiterentwicklung des P.531 der Firma Saunders-Roe. Nachdem Westland die Firma 1959 übernommen hatte, wurde die Entwicklung dieses Typs weitergeführt. Ziel war ein leichter, moderner Hubschrauber mit fortschrittlichen Triebwerken, wobei Westland mit verschiedenen Wellenturbinen experimentierte. Beim Erstflug eines Prototyps nach der Übernahme durch Westland am 9. August 1959 arbeitete in dem Hubschrauber eine Bristol-Siddeley-Nimbus-Turbine mit gedrosselter Leistung bis maximal 635 PS. Beim Flug des zweiten unter Westlands Leitung entwickelten Prototyps wurde eine de Havilland Gnome H.1000-Turbine verwendet, die ebenfalls gedrosselte Leistung betrug 685 PS.
Nach Auslieferung eines ersten Scout-Vorserienmodells an die britische Armee (der Erstflug dieser Maschine fand am 4. August 1960 statt), wurden zunächst 66 Maschinen dieses Typs bestellt. Gleichzeitig interessierte sich die britische Marine für die Verwendung als schiffsgestützem Hubschrauber. Sie erhielt ebenfalls 1959 drei Vorserienmodelle, welche modifiziert und unter realen Bedingungen an Bord der Fregatte HMS Undaunted erprobt wurden. Die Modifikationen der Vormodelle beinhalteten unter anderem verschiedene Konfigurationen von Kufen oder Rädern für Landemanöver. Da für den Einsatz an Bord zusätzliche Funktionen wie ein einklappbarer Rotor und ein klappbarer Heckausleger gewünscht wurden, dauerte die Weiterentwicklung des nun Wasp (dt. Wespe) genannten Modells länger. Während noch 1960 die ersten Scouts an das Heer ausgeliefert wurden, konnten die Wasp erst 1963 in Dienst gestellt werden.

### Stationierung in Deutschland
Auch die Rheinarmee stationierte Scouts in den 1960er und 1970er Jahren in Nordwestdeutschland und zwar bei Bünde (Birdwood Barracks, 652.), in Münster (Waterloo Barracks, 662.), Osnabrück (Quebec Barracks, 659.), Soltau (Bournemouth Barracks, 657.) und Verden (Caithness Barracks, 651. Squadron).

## Ausstattung
Typisch für diese Modellreihe war die frei zugängliche, nicht verkleidete Turbine hinter dem Rotorkopf,
Während die beiden Typen Scout und Wasp sich in den grundlegenden Maßen glichen, waren für die Marineversion Wasp einige Änderungen vorgenommen worden. Neben klappbaren Rotor und Heckausleger hatten diese Modelle statt Kufen oder eines Starrfahrwerks vier vollständig unabhängig drehbare Räder mit Einzelaufhängung, um ein Manövrieren auf engstem Raum an Bord des Trägerschiffes zu ermöglichen.
Die Wasp-Version war zur U-Boot-Jagd für eine Waffenlast von maximal 250 kg ausgelegt. Wahlweise konnten zwei Mk-44 Torpedos oder alternativ Wasserbomben mitgeführt werden. Auf eine Ortungselektronik wurde verzichtet, der Wasp-Hubschrauber bekämpfte U-Boote auf Sicht oder wurde über Funk vom Mutterschiff geleitet.

## Versionen

Dreiseitenansicht Westland Scout

Dreiseitenansicht Westland Wasp

| British Army | Westland Scout AH.Mk 1 |
| Royal Navy   | Westland Wasp HAS.Mk 1 |

## Militärische Nutzung
Australien
- Royal Australian Navy: 2

 Jordanien
- Jordanische Luftstreitkräfte: 3

 Südafrika
- South African Air Force

 Malaysia
- Malaysische Luftstreitkräfte

 Vereinigtes Königreich
- British Army
- Royal Marines

## Einsatz
Neben Großbritannien fanden einzelne Maschinen noch Verwendung in den Niederlanden, Südafrika, Argentinien, Brasilien, Neuseeland, Malaysia und Indonesien.

## Technische Daten
| Kenngröße             | Daten Scout AH.Mk 1                                 | Daten Wasp HAS.Mk 1                             |
| --------------------- | --------------------------------------------------- | ----------------------------------------------- |
| Baujahr               | 1961                                                | 1962                                            |
| Hersteller            | Westland Aircraft                                   | Westland Aircraft                               |
| Besatzung             | 2                                                   | 2                                               |
| Rotordurchmesser      | 9,83 m                                              | 9,83 m                                          |
| Rumpflänge            | 9,24 m                                              | 9,24 m                                          |
| Länge über alles      | 12,29 m                                             | 12,29 m                                         |
| Höhe                  | 3,563 m                                             | 3,563 m                                         |
| Startmasse            | 2405 kg                                             | 2495 kg                                         |
| Höchstgeschwindigkeit | 211 km/h                                            | 193 km/h                                        |
| Reichweite            | 510 km                                              | 488 km                                          |
| Triebwerk             | Rolls-Royce/Bristol Nimbus 101/102, 504 kW (685 PS) | Rolls-Royce/Bristol Nimbus 503, 522 kW (710 PS) |